# Harry E. Bergold junior
Harry E. Bergold Jr. (* 11. November 1931 in Olean, New York; † 16. Mai 1995 in Paris) war ein US-amerikanischer Diplomat.

## Leben
Bergold erhielt 1953 einen Bachelor of Arts in Yale, er war in der US-Army, 1957 erhielt er einen Master of Arts und trat in den Auswärtigen Dienst ein. Er war an den Botschaften in Tegucigalpa, Mexiko-Stadt, Madrid und Panama-Stadt akkreditiert.
Im Pentagon war er von 1973 bis 1977 in der Europa- und NATO-Abteilung und später in der Abteilung für Gesetzgebung in leitender Funktion beschäftigt. Im Weißen Haus war er an der Gesetzgebung beteiligt, aus der das Energieministerium der Vereinigten Staaten hervorging, in welchem er später in leitender Stellung Beschäftigung fand.
Amerikanische Einheiten hatten am 13. September und 4. Oktober 1983 den Puerto Sandino, am 10. Oktober 1983 den Hafen von Corinto, am 4. und 5. Januar 1984 die Marinebasis Potosi, am 28. und 30. März Patrouillenboote im Puerto Sandino und am 9. April 1984 San Juan del Norte angegriffen. Präsident Ronald Reagan ernannte Bergold auf den Rat von Außenminister George P. Shultz zum US-Botschafter in Nicaragua. Am 31. März 1984 übergab Bergold sein Akkreditierungsschreiben der Regierung in Managua. Der nicaraguanische Politiker und Schriftsteller Tomás Borge besuchte Bergold oftmals. Bergolds Vorschlag mit der sandinistischen Regierung ernste Verhandlungen zu führen, fand in der Reagan-Regierung keine Zustimmung.
Ronald Reagan ernannte Bergold dann zum Botschafter der Vereinigten Staaten in Marokko. Die Entsendung von Bergold fand im Kongress jedoch keine Mehrheit. Von Seiten des Senators Jesse Helms wurde ihm vorgeworfen, das Aufdecken der Iran-Contra-Affäre nicht verhindert zu haben.